# ANT-25 (航空機)

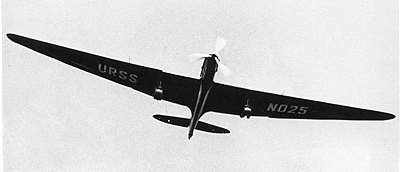
ANT-25

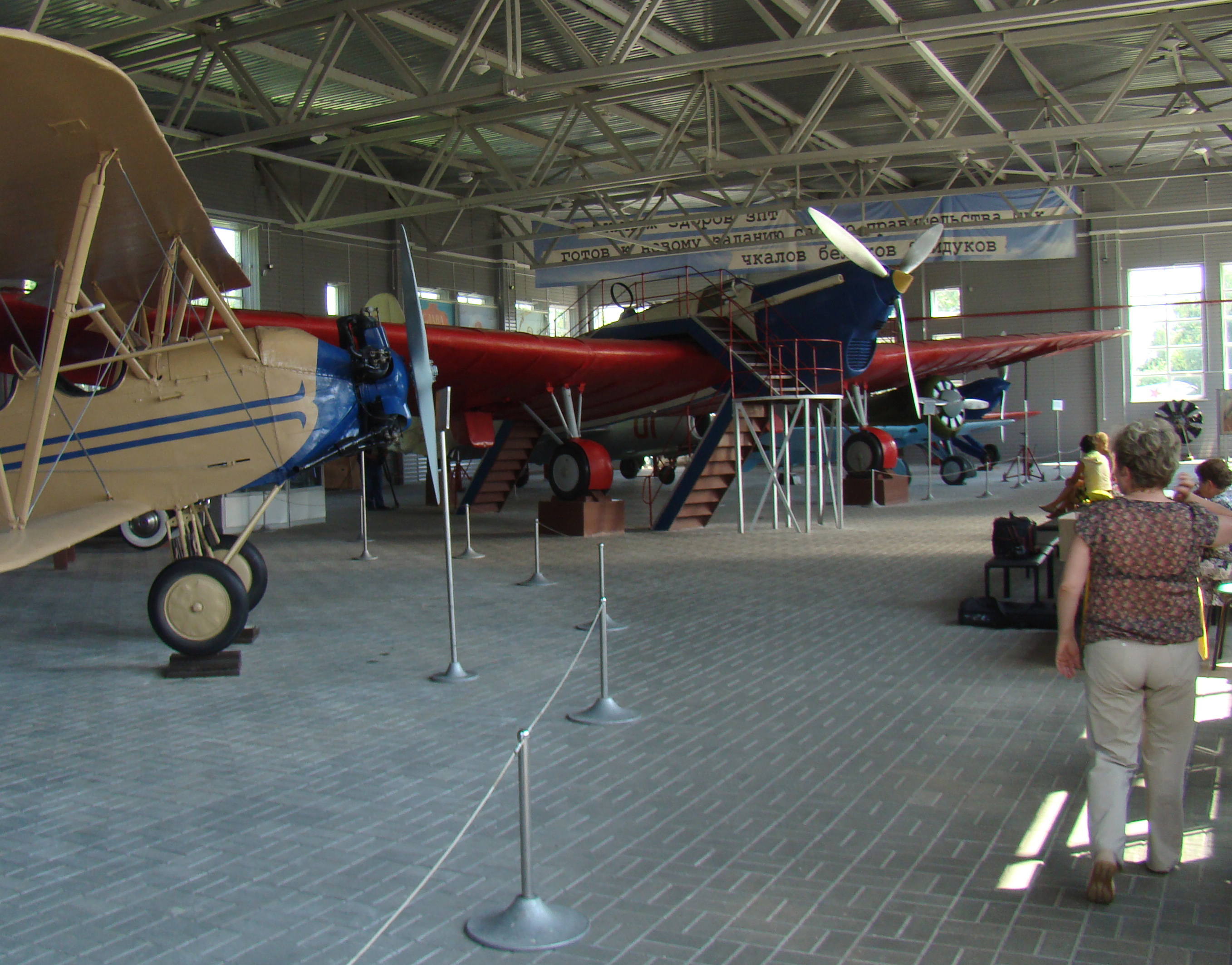
ANT-25 in Chkalov Museum, チカロフスク

ANT-25（ロシア語：АНТ-25）は、ツポレフ設計局で開発されたソ連の航空機である。
1937年7月18日に、北極点を越えてモスクワからアメリカ合衆国のカリフォルニア州のSan Jacintoまでの10148kmを飛行した機体である。その他にもいろいろな長距離飛行記録を樹立した。
後に自分の設計局をもつパーヴェル・オースィポヴィチ・スホーイが設計した。後に爆撃機型であるDB-1が20機ほど造られた。

## 要目
- 全巾：34.98 m
- 全長：13.9 m
- 全高：5.5 m
- 翼面積：87.9 m2
- 空虚重量：4200 kg
- 最大離陸重量：11500 kg
- 最高速度：246 km/h
- 巡航速度：165 km/h
- 最高到達高度:7000 m
- 航続距離：13000 km
- 乗員: 3 ～ 4 名
- エンジン：ミクーリン製 M-34R
- 出力：750 馬力(551 kW)